# Иван Дмитриевич (княжич)
Иван Дмитриевич (1380, Москва — 29 июля 1393, Москва) — княжич, сын Дмитрия Донского. Умер, приняв монашеский постриг с именем Иоасаф.
По второму завещанию Дмитрия Донского, Иван Дмитриевич получил весьма скромный удел, перечисленный в самом конце, после доли самого младшего из родившихся на тот момент Петра Дмитриевича: «Раменейце з бортъники и что к нему потягло, да Звѣрковъское село съ Сохоньским починком, что отошло ото князя от Володимера, а Сохна сыну же моему князю Ивану. А в томъ удѣлѣ воленъ сынъ мои кнѧзь Иванъ, который брат до него будет добръ, тому дастъ». Последняя необычная формулировка, предполагавшая опеку над Иваном со стороны других братьев, и минимальный надел (как земельный, так и имущественный) приводят А. В. Экземплярского к гипотезе о том, что княжич Иван был инвалидом (скорее умственным, чем физическим).
Предположительно именно его могила была найдена во время ремонта притвора собора Спаса на бору в 1836 году, тогда было найдено два захоронения в каменных гробах характерной для XIV века формы — широких в головной части и сужающихся к ногам.
В одном из этих гробов было хорошо сохранившееся погребение мужчины в иноческом одеянии, которое предположительно принадлежало Ивану Дмитриевичу.
После сноса собора в 1933 году могила была утрачена.